# 山梨県道204号休息山梨線
山梨県道204号休息山梨線（やまなしけんどう204ごう きゅうそくやまなしせん）は、山梨県甲州市と山梨市を結ぶ一般県道である。

## 概要

### 路線データ
- 起点：山梨県甲州市勝沼町山（山区交差点＝国道411号・山梨県道214号休息勝沼線起点）
- 終点：山梨県山梨市小原東（山梨県道216号万力小屋敷線交点）

## 通過する自治体
- 山梨県
  - 甲州市 - 山梨市

## 交差・接続する道路
- 国道411号（山区交差点）
- 山梨県道214号休息勝沼線（同上）
- 山梨県道216号万力小屋敷線（終点）

## 周辺
- 山梨市立後屋敷小学校